# Cottus echinatus
Cottus echinatus és una espècie extinta de peix d'aigua dolça pertanyent a la família dels còtids. Feia 9,2 cm de llargària màxima (normalment, en feia 7,1). demersal i de clima temperat (39°N-38°N). Es trobava al Llac Utah a Nord-amèrica. Era inofensiu per als humans.
L'epítet echinatus (llatí per «punxegós») fa referència a la característica més particular de l'espècie, la forta presència d'espines al cos, inclosa la superfície ventral.